# Вау Холланд
Хервард Холланд-Мориц, известный как Вау Холланд, (20 декабря 1951 , Кассель - 29 июля 2001, Билефельд) был одним из основателей Chaos Computer Club (ССС) в 1981 году, одного из старейших в мире хакерских клубов. CCC стал всемирно известным благодаря разоблачению изъянов в системе безопасности немецкой системы телетекста (Bildschirmtext), известном также как Btx-Hack (Haspa-Hack). В результате переполнения буфера в Btx-системе членам CCC стали известны логин и пароль сотрудника Гамбургского банка. С использованием этих данных за одну ночь ССС удалось получить от банка DM 134,000 за многократный доступ к платной Btx-странице CCC. Все деньги были возвращены на следующий день.
Холланд был также одним из основателей хакерского журнала Datenschleuder в 1984 году, тематикой которого являлись возможности глобальных информационных сетей и мощные компьютеры. Журнал содержал схемы для создания собственных недорогих модемов. В то время монополистом в области телефонии являлась Deutsche Bundespost, которая занималась сертификацией модемов, а также продавала свои - дорогие и медленные. Подразделение Deutsche Bundespost, занимавшееся телекоммуникациями, было приватизировано и теперь называется Deutsche Telekom.
Благодаря участию Холланда в клубе, CCC завоевала популярность и авторитет. Он консультировал правительства и частные организации по вопросам управления информацией. Холланд боролся против защиты от копирования и любых форм цензуры в пользу открытой информационной инфраструктуры. Он сравнивал цензуру со стороны некоторых правительств с поведением  католической церкви в Средние века, а защиту от копирования рассматривал как дефект в продукте. В последние годы своей жизни он провел много времени в молодежном центре в Йене, обучая детей искусству и этике хакерства.
Холланд был радиолюбителем. Его позывной был DB4FA.
Холланд умер в Билефельде 29 июля 2001 года от осложнений, вызванных инсультом головного мозга, случившимся в мае того же года.

## Внешние ссылки
- (Немецкий) Фонд имени Вау Холланда
- (Немецкий) статья в журнале Spiegel
- (Немецкий) Книге соболезнований и мемориальный сайт
- (Немецкий) Книга о Вау - Der Phrasenprüfer